# Bruxelles-Charleroi-Bruxelles
Bruxelles-Charleroi-Bruxelles est une ancienne course cycliste belge, organisée de 1944 à 1966 entre la Capitale belge et la ville de Charleroi, située en Wallonie dans la province de Hainaut. 

## Palmarès
| Année | Vainqueur                 | Deuxième              | Troisième             |
| ----- | ------------------------- | --------------------- | --------------------- |
| 1944  | Arthur Mommerency         | Rik Renders           | Martin Van den Broeck |
| 1956  | Karel Clerckx             | Jozef Verachtert      | Jean Moxhet           |
| 1957  | Guillaume Hendriks        | Gerrit Voorting       | Jean Moxhet           |
| 1958  | René Van Meenen           | Lodewijk Maes         | Marcel Buys           |
| 1959  | René Van Meenen           | Gilbert Saelens       | Jan Storms            |
| 1960  | Louis Proost              | Roger Vindevogel (de) | Hans Junkermann       |
| 1961  | Tadeusz Wierucki          | Arnould Flecy         | Roger Vindevogel (de) |
| 1962  | Martin van der Borgh (nl) | Julien Schepens       | August Peeters        |
| 1963  | Piet Rentmeester          | Walter Muylaert       | Roger Baguet (nl)     |
| 1964  | Roger Baguet (nl)         | Victor Van Schil      | Leo van Dongen (nl)   |
| 1965  | Willy Planckaert          | Camiel Vyncke (nl)    | Fernand Deferm        |
| 1966  | Camiel Vyncke (nl)        | Armand Van den Bempt  | Alfons De Bal         |